# Oreodera nivea
Oreodera nivea là một loài bọ cánh cứng trong họ Cerambycidae.